# (5438) Lorre
(5438) Lorre es un asteroide perteneciente al cinturón de asteroides descubierto el 18 de agosto de 1990 por Eleanor F. Helin desde el Observatorio del Monte Palomar, Estados Unidos.

## Designación y nombre
Designado provisionalmente como 1990 QJ. Fue nombrado Lorre 
en honor a Jean Lorre, uno de los primeros miembros del Laboratorio de Procesamiento de Imágenes en el Laboratorio de Propulsión a Chorro. Trabajó en proyectos de vuelo JPL desde 1971, siendo el primero en aplicar técnicas de procesamiento de imágenes a imágenes astronómicas fuera de los proyectos de vuelo de la NASA. Su experiencia abarca proyecciones de mapas, correlación, funciones fotométricas, reproducción de color, calibración de cámara, SAR, estéreo, transformación y filtrado. Su último proyecto astronómico fue optimizar los algoritmos de procesamiento NEAT.

## Características orbitales
Lorre está situado a una distancia media del Sol de 2,745 ua, pudiendo alejarse hasta 3,504 ua y acercarse hasta 1,986 ua. Su excentricidad es 0,276 y la inclinación orbital 26,56 grados. Emplea 1661,81 días en completar una órbita alrededor del Sol.

## Características físicas
La magnitud absoluta de Lorre es 11,6. Tiene 28,072 km de diámetro y su albedo se estima en 0,056. Está asignado al tipo espectral C según la clasificación SMASSII.